# STS-2

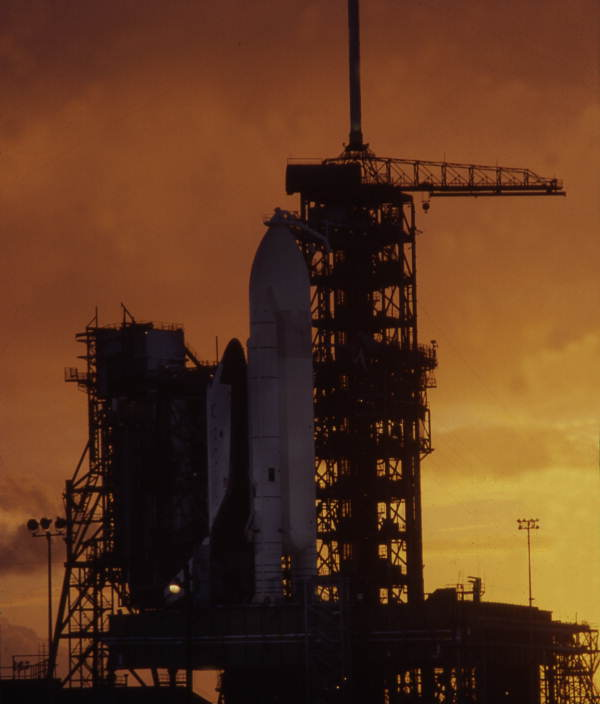
Columbia några dagar före uppskjutningen.

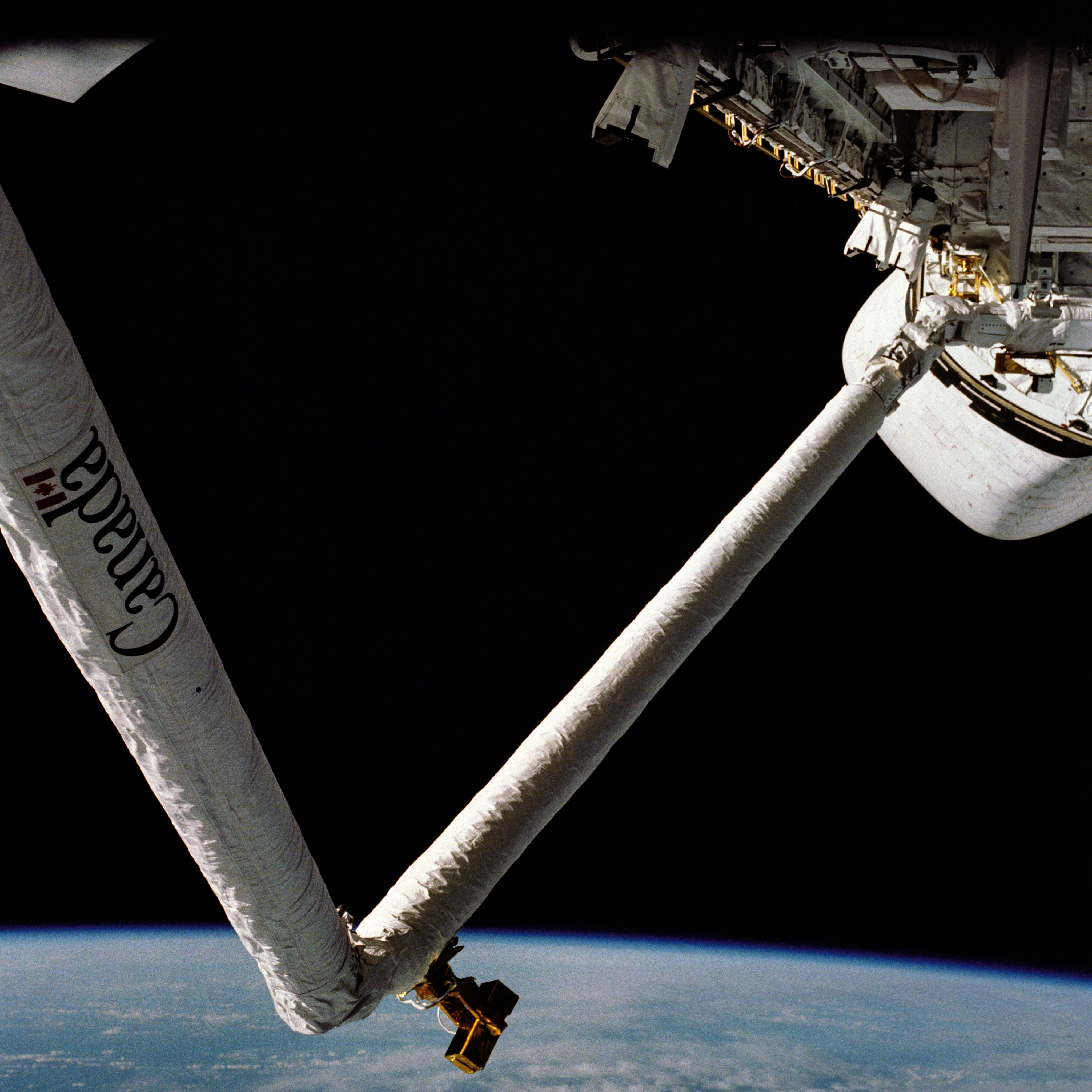
STS-2 var den första flygningen med en Canadarm.

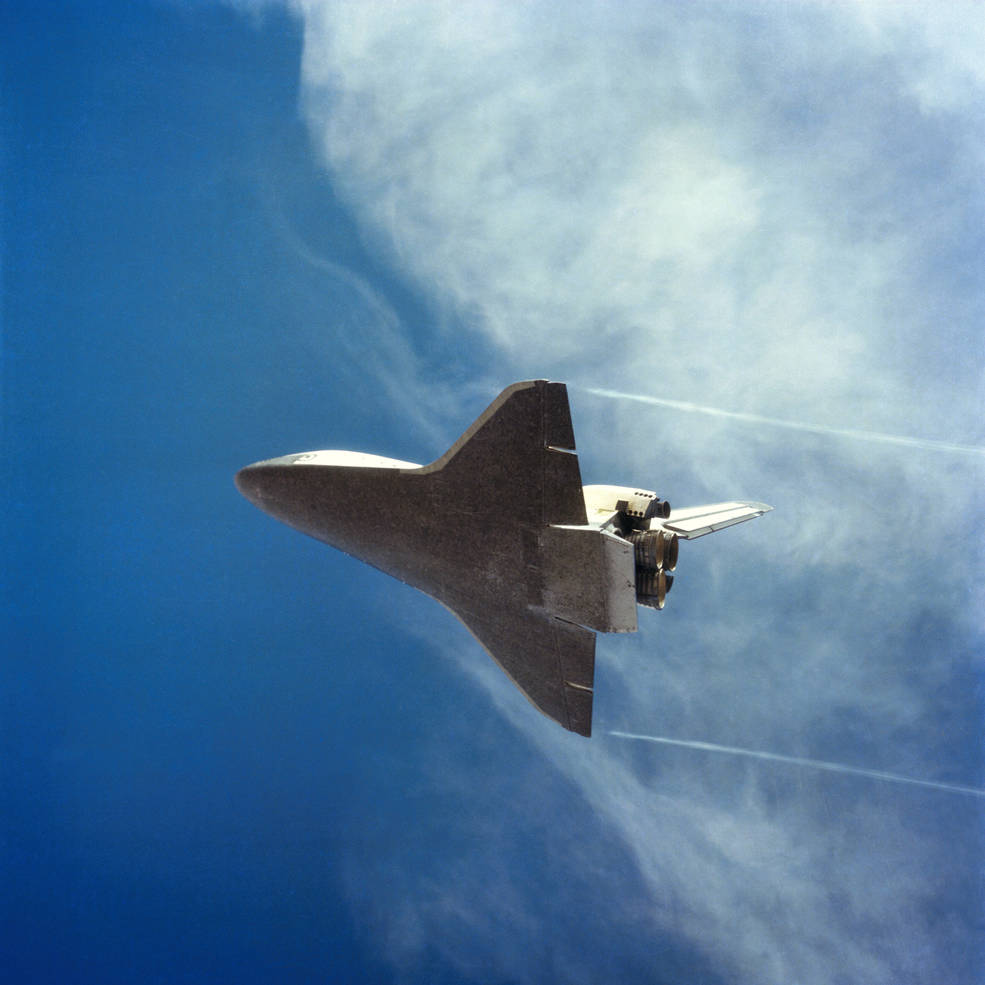
Columbia strax före landningen vid Edwards Air Force Base.

STS-2 var det andra uppdraget för NASA:s rymdfärjeprogram. Rymdfärjan som användes var Columbia. Den sköts upp från Pad 39A vid Kennedy Space Center i Florida den 12 november 1981. Efter drygt två dagar i omloppsbana runt jorden återinträdde rymdfärjan i jordens atmosfär och landade vid Edwards Air Force Base i Kalifornien. 

## Uppdragets besättningar

### Primärbesättning
- Joe Engle, befälhavare (1)
- Richard H. Truly, pilot (1)

### Reservbesättning
- Thomas K. Mattingly
- Henry Hartsfield

## Uppdragets mål
Besättningen skulle testa rymdfärjan för flygning i rymden och utprova rymdfärjans system på den andra turen. Man skulle även testa rymdfärjans robotarm. Ett flertal mindre experiment hade inkluderats på rymdfärjan lastbryggor (pallets) för att testa dessa inför kommande uppdrag.

### Nyttolaster och experiment
- MAPS - Measurement of Air Pollution from Satellite
- SMIRR - the Shuttle Multispectral Infrared Radiometer
- SIR-A - the Shuttle Imaging Radar
- FILE - the Features Identification and Location Experiment
- OCE - the Ocean Color Experiment (OCE)
- DFI - Development Flight Instrumentation
- ACIP - the Aerodynamic Coefficient Identification Package (ACIP)
- IECM - the Induced Environment Contamination Monitor (IECM)
- OSTA-1 - Office of Space and Terrestrial Applications Pallet